# John Hillcoat

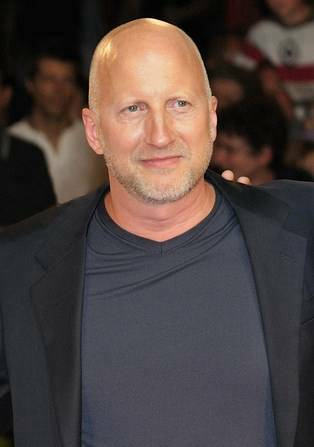
John Hillcoat

John Hillcoat é um roteirista e diretor australiano. Ele desenvolveu vários trabalhos com Nick Cave e também com a banda Depeche Mode, bem como dirigiu o videoclip Makes Me Wonder do Maroon 5.

## Filmografia
- Triplo 9 (2016)
- Lawless (Os Infratores) (2012)
- The Road (2009)
- The Proposition (2005)
- To Have and To Hold (1996)
- Ghosts... of the Civil Dead (1988)